# フェオドール・シャリアピン・ジュニア
フェオドール・フェオドロヴィチ・シャリアピン・ジュニア（Feodor Chaliapin Jr. / Fyodor Fyodorovich Chaliapin 1905年10月6日 - 1992年9月17日）は、ロシア・モスクワ出身の俳優。

## 略歴
父は20世紀を代表するオペラ歌手（バス）、フョードル(フェオドール)・シャリアピン。ロシア革命後の父の亡命に伴い、ヨーロッパで俳優として活動を始める。
若い頃の出演作ではクレジットされないことが多く、またロシア名のFyodorの他、Theodor、Schaljapinなどと表記の異なる名でクレジットされていることも多い。イタリアを中心に主にヨーロッパで活動し、晩年は『薔薇の名前』の盲目の修道士・ブルゴスのホルヘ役などで知られる。
1984年、ミハイル・ゴルバチョフのペレストロイカに伴い、亡命したまま亡くなった父フョードルの遺体をパリの墓地からモスクワへと改葬させた。1992年にローマの自宅で亡くなり、同地のフラミニオ墓地に埋葬された。

## 出演作品

### 映画
| 公開年 | 邦題 原題                                                | 役名                   | 備考           |
| ------ | -------------------------------------------------------- | ---------------------- | -------------- |
| 1943   | 誰が為に鐘は鳴る For Whom the Bell Tolls                 | カーシュキン           |                |
| 1948   | 凱旋門 Arch of Triumph                                   | Scheherazade's Chef    | クレジット無し |
| 1959   | 逆襲の河 Prisoner of the Volga                           | ボリス                 |                |
| 1962   | ソドムとゴモラ Sodom and Gomorrah                        | アラビアス             |                |
| 1980   | インフェルノ Inferno                                     | アーノルド教授         |                |
| 1986   | 薔薇の名前 Le Nom de la rose(The Name of the Rose)       | ブルゴスのホルヘ       |                |
| 1987   | 月の輝く夜に Moonstruck                                  | 老人                   |                |
| 1988   | ギャンブル/愛と復讐の賭け The Gamble                     | フェデリコ             | 劇場未公開     |
| 1988   | 悪霊墓地カタコーム Catacombs                             | テレル                 | 劇場未公開     |
| 1989   | デモンズ3 La chiesa(The Church)                          | 司教                   |                |
| 1990   | アイリスへの手紙 Stanley & Iris                          | レオネディス・コックス |                |
| 1990   | マスカレード/仮面の愛 La Putain du roi(The King's Whore) | スカグリア             |                |
| 1991   | 映写技師は見ていた The Inner Circle                      | Prof. Bartnev          |                |